# Харьковка (приток Вороны)
Харьковка — река в России, протекает по Калужской и Смоленской областям. Устье реки находится в 30 км от устья реки Вороны по левому берегу. Длина реки составляет 12 км.

## География
Река Харьковка берёт начало у деревни Бельская Барятинского района Калужской области. Русло реки проходит вблизи границы Спас-Деменского и Барятинского районов Калужской области. В районе деревни Орловка река пересекает границу Калужской и Смоленской областей, и далее русло пролегает по территории Арнишицкого сельского поселения Смоленской области. В районе деревни Городечня впадает в реку Ворона.

## Данные водного реестра
В государственном водном реестре России указано, что река Харьковка имеет название Городечня, по названию деревни у устья реки.

По данным государственного водного реестра России относится к Окскому бассейновому округу, водохозяйственный участок реки — Угра от истока и до устья, речной подбассейн реки — Бассейны притоков Оки до впадения Мокши. Речной бассейн реки — Ока.
Код объекта в государственном водном реестре — 09010100412110000020620.